# Stenopus spinosus
Stenopus spinosus (Syn. Byzenus scaber Rafinesque, 1814) ist ein garnelenähnlicher Zehnfußkrebs, der zu der Unterordnung der Stenopodidea gehört.

## Beschreibung
Stenopus spinosus wird bis zu 8 cm lang, gelb mit weißen Fühlern und weißen Spitzen an den Chelae (Scheren). Die Uropoden und das Telson besitzen rote Spitzen.

## Verbreitung
Die Art kommt im Flachwasser des Mittelmeers und in und in größeren Tiefen in angrenzenden Teilen des Atlantischen Ozeans vor. Meist wird die Art bei Nachttauchgängen entdeckt. Ein Fund von S. spinosus aus dem Roten Meer erwies sich als eine andere Art, Engystenopus spinulatus.